# Liste des compositions de Guillaume de Machaut
La liste des compositions de Guillaume de Machaut énumère et présente les œuvres musicales du musicien et poète champenois, actif au XIVe siècle. La quasi-totalité de l'œuvre musicale de Guillaume de Machaut (plus de 140 compositions) a été conservée et est répartie dans 32 manuscrits.

## Ballades
- B1 - S'Amours ne fait par sa grace adoucir
- B2 - Helas ! tant ay doleur et peinne
- B3 - On ne porroit penser ne souhaidier
- B4 - Biauté qui toutes autres pere
- B5 - Riches d'amour et mendians d'amie
- B6 - Dous amis, oy mon complaint
- B7 - J'am miex languir en ma dure dolour
- B8 - De desconfort, de martyre amoureus
- B9 - Dame, ne regardez pas
- B10 - Ne penez pa, dame, que je recroie
- B11 - N'en fait n'en dit n'en pensée
- B12 - Pour ce que tous me chans fais
- B13 - Esperance qui m'asseüre
- B14 - Je ne cuit pas qu'oncques à creature
- B15 - Se je me pleing, je n'en puis mais
- B16 - Dame, comment qu'amez de vous ne soie
- B17 - Sans cuer m'en vois / Amis, dolens / Dame, par vous
- B18 - De petit po, de niant volenté
- B19 - Amours me fait desirer
- B20 - Je suis aussi com cils qui est ravis
- B21 - Se quanque amours puet donner à amy
- B22 - Il m'est avis qu'il n'est dons de Nature
- B23 - De Fortune me doi pleindre et loer
- B24 - Tres douce dame que j'aour
- B25 - Honte, paour, doubtance de meffaire
- B26 - Donnez, signeurs, donnez à toutes mains
- B27 - Une vipere en cuer ma dame meint
- B28 - Je puis trop bien ma dame comparer
- B29 - De triste cuer / Quant vrais amans / Certes, je di
- B30 - Pas de tor en thiès païs
- B31 - De toutes flours n'avoit et de tous fruis
- B32 - Plourez, dames, plourez vostre servant
- B33 - Ne qu'on porroit les estoiles nombrer
- B34 - Quant Theseus / Ne quier veoir
- B35 - Gais et jolis, liés, chantans et joieus
- B36 - Se pour ce muir qu'Amours ay bien servi
- B37 - Dame, se vous m'estes lointeinne
- B38 - Phyton, le mervilleus serpent
- B39 - Mes esperis se combat à Nature
- B40 - Ma chiere dame, à vous mon cuer envoy
- B41 - En amer a douce vie
- B42 - Dame, de qui toute ma joie vient

## Rondeaux

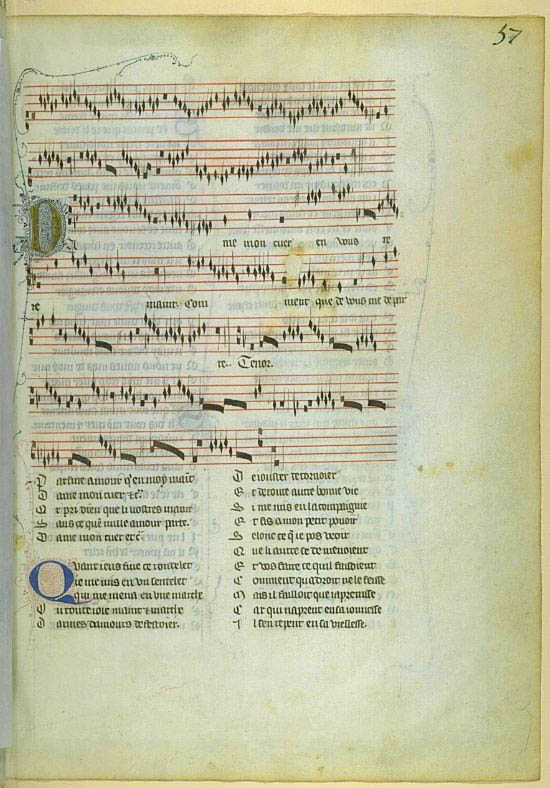
Page manuscrite de Dame, mon cuer en vous remaint, rondeau à trois voix de Guillaume de Machaut.

Guillaume de Machaut a composé soixante-seize rondeaux dont vingt-deux furent mis en musique (excepté le rondeau 16 Dame, qui vuel qui n'est pas noté). Ces rondeaux sont polyphoniques, sept sont à deux voix, douze à trois voix et deux à quatre voix.
- R1 - Dous viaire gracieus (trois voix)
- R2 - Helas ! pour quoy se demente et complaint (deux voix)
- R3 - Merci vous pri, ma douce dame chiere (deux voix)
- R4 - Sans cuer, dolens de vous departiray (deux voix)
- R5 - Quant j'ay l'espart (deux voix)
- R6 - Cinc, un, trese, huit, neuf d'amour fine (deux voix)
- R7 - Se vous n'estes pour mon guerredon née (deux voix)
- R8 - Vos dous regars, douce dame, m'a mort (trois voix)
- R9 - Tant doucement me sens emprisonnés (quatre voix)
- R10 - Rose, liz, printemps, verdure (quatre voix)
- R11 - Comment puet on miex ses maus dire (trois voix)
- R12 - Ce qui soustient moy, m'onneur et ma vie (deux voix)
- R13 - Dame, se vous n'avez aparceü (trois voix)
- R14 - Ma fin est mon commencement (trois voix)
- R15 - Certes, mon oueil richement visa bel (trois voix)
- R17 - Dix et sept, cinq, trese, quatorse et quinse (trois voix)
- R18 - Puis qu'en oubli sui de vous, dous amis (trois voix)
- R19 - Quant ma dame les maus d'amer m'aprent (trois voix)
- R20 - Douce dame, tant com vivray (trois voix)
- R21 - Quant je ne voy ma dame n'oy (trois voix)
- R22 - Dame, mon cuer en vous remaint (trois voix)

## Virelais
- V1 - Hé ! dame de vaillance
- V2 - Loyauté vueil tous jours maintenir
- V3 - Aymi ! dame de valour
- V4 - Douce dame jolie
- V5 - Comment qu'à moy lonteinne
- V6 - Se ma dame m'a guerpi
- V7 - Puis que ma dolour agrée
- V8 - Dou mal qui m'a longuement
- V9 - Dame je vueil endurer
- V10 - De bonté, de valour
- V11 - Hé ! dame de valour
- V12 - Dame, à qui
- V13 - Quant je sui mis au retour
- V14 - J'aim sans penser laidure
- V15 - Se mesdisans en acort
- V16 - C'est force, faire le vueil
- V17 - Dame, vostre dous viaire
- V18 - Helas ! et comment aroie
- V19 - Diex, Biauté, Douceur, Nature
- V20 - Se d'amer me repentoie
- V21 - Je vivroie liement
- V22 - Foy porter
- V23 - Tres bonne et bele, me oueil
- V24 - En mon cuer ha un descort
- V25 - Tuit mi penser
- V26 - Mors sui, se je ne vous voy
- V27 - Liement me deport
- V28 - Plus dure qu'un dyamant
- V29 - Dame, mon cuer emportez
- V30 - Se je souspir parfondement
- V31 - Moult sui de bonne heure née
- V32 - De tout sui si confortée
- V33 - Dame, a vous sans retollir

## Lais
- L1 - Loyauté, que point ne delay
- L2 - J'ain la flour
- L3 - Pour ce qu'on puist miex retraire
- L4 - Nuls ne doit avoir merveille
- L5 - Par trois raisons me vueil deffendre
- L6 - Amours doucement me tente
- L7 - Amis, t'amour me contreint (Le Lay des Dames)
- L8 - Un mortel la vueil commencier (Le Lay Mortel)
- L9 - Ne say comment commencier (Le Lay de l'Ymage)
- L10 - Contre ce dous mois de may (Le Lay de Nostre Dame)
- L11 - Je ne cesse de prier (Le Lay de la Fonteinne)
- L12 - S'onques dolereusement (Le Lay de Confort)
- L13 - Longuement me sui tenus (Le Lay de Bonne Esperance)
- L14 - Malgré Fortune et son tour (Le Lay de Plour I)
- L15 - Pour vivre joliment (Le Lay de la Rose)
- L16 - Qui bien aimme à tart oublie (Le Lay de Plour II)
- L17 - Pour ce que plus proprement (Un Lay de Consolation)
- L18 - En demantant
- L19 - Qui n'aroit autre deport (Le Lay du Remede de Fortune)

## Complainte
- Tels rit au main qui au soir pleure

## Chant royal
- Joie, plaisance, et douce norriture

## Motets
- M1 - Quant em moy / Amour et biauté parfaite / Amara
- M2 - Tous corps qui de bien / De souspirant / Suspiro
- M3 - Hé ! Mors, com tu / Fine Amour / Quare
- M4 - De Bon Espoir / Puis qu'en la douce / Speravi
- M5 - Aucune gent / Qui plus aimme / Fiat
- M6 - S'il estoit nuls / S'amours tous / Et gaudebit
- M7 - J'ai tant mon cuer / Lasse ! je sui / Ego
- M8 - Qui es promesses de Fortune / Ha ! Fortune / Et non est
- M9 - Fons totius superbie / O livoris / Fera
- M10 - Hareu ! hareu ! / Helas ! où sera / Obediens
- M11 - Dame, je sui cils / Fins cuers dous
- M12 - Helas ! pour quoy virent / Corde mesto / Libera
- M13 - Tant doucement / Eins que ma dame / Ruina
- M14 - Maugré mon cuer / De ma dolour / Quia
- M15 - Amours qui a le pouoir / Faus Samblant / Vidi
- M16 - Lasse ! comment / Se j'aim / Pour quoy me bat
- M17 - Quant vraie amour / O series summe / Super
- M18 - Bone pastor Guillerme / Bone pastor
- M19 - Martyrum gemma latria / Diligenter / A Christo
- M20 - Trop plus est bele / Biauté parée / Je ne sui
- M21 - Christe, qui lux / Veni, creator / Tribulatio
- M22 - Tu qui gregem / Plange regni / Apprehende
- M23 - Felix virgo / Inviolata genitrix / Ad te

## Messe

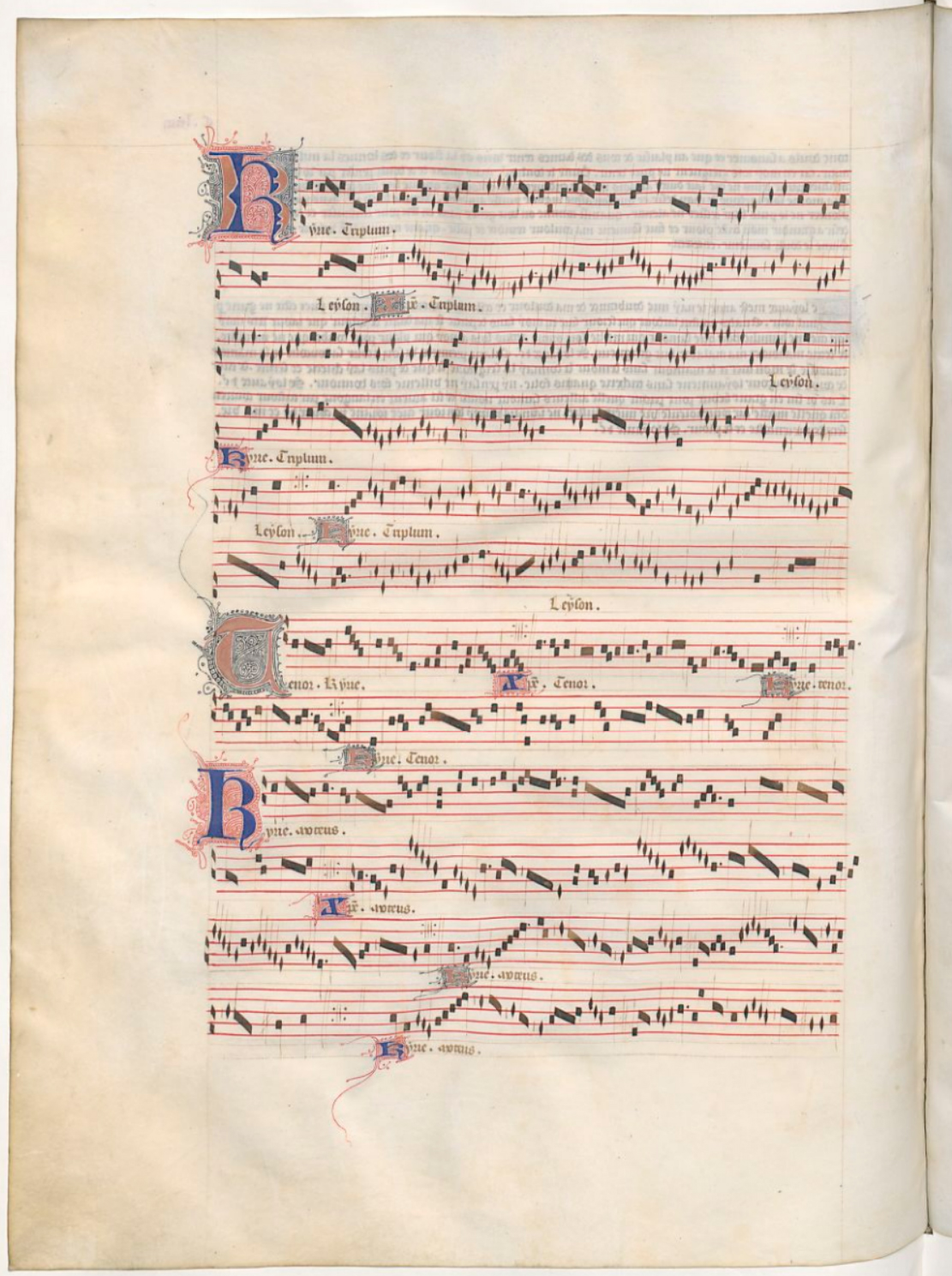
Kyrie de la messe Notre-Dame, Bibliothèque Nationale département des manuscrits.

- Messe de Notre Dame

- 1. Kyrie
  2. Gloria
  3. Credo
  4. Sanctus
  5. Agnus Dei
  6. Ite missa est

## Musique sans texte
- Hoquet David